# Витрю, Сара
Сара Витрю (люкс. Sarah Witry; род. 6 сентября 2002) — люксембуржская футболистка. Выступает на позиции защитника в клубе «Беттамбур».
В 2019 году сыграла один матч за женскую сборную Люксембурга.

## Карьера
7 августа 2019 года дебютировала за «Беттамбур» в Лиги чемпионов УЕФА, выйдя в стартовом составе в матче группового этапа против белорусского «Минска» (12:0). Витрю сыграла ещё в двух матчах турнира, против украинского «Жилстрой-1» (6:0) и хорватского «Сплита» (2:7). Проиграв в трёх матчах с общим счётом 25:2, её команда завершила выступление в турнире.
9 ноября 2019 года дебютировала за сборную Люксембурга в товарищеском матче против сборной Косова, выйдя на замену на 83-й минуте вместо Лауры Миллер.

## Достижения
«Беттамбур»
- Чемпионка Люксембурга по футболу: 2018/19